# Leptomastidea herbicola
Leptomastidea herbicola is een vliesvleugelig insect uit de familie Encyrtidae. De wetenschappelijke naam is voor het eerst geldig gepubliceerd in 1965 door Trjapitzin.